# ابراهیم الختال
ابراهیم الختال (عربی: ابراهيم الختال؛ زادهٔ ۱۹ سپتامبر ۲۰۰۰) بازیکن فوتبال اهل بحرین است.
وی همچنین در تیم ملی فوتبال بحرین بازی کرده‌است.